# 卡尔·菲利普·埃马努埃尔·巴赫
卡尔·菲利普·埃马努埃尔·巴赫（德語：Carl Philipp Emanuel Bach，1714年3月8日—1788年12月14日），一般简称C·P·E·巴赫，德国作曲家，J·S·巴赫的三子。
C·P·E·巴赫的音乐作品逾千，當中來自洛可可风格的影响显著。他的音乐优美典雅，常使用多种装饰音型，力图表达丰富的感情色彩。所作交响曲、协奏曲、键盘奏鸣曲等，对奏鸣曲式的形成贡献卓著。论文《键盘乐器的正确演奏法》（Versuch über die wahre Art, das Clavier zu spielen）亦颇具价值。

## 生平

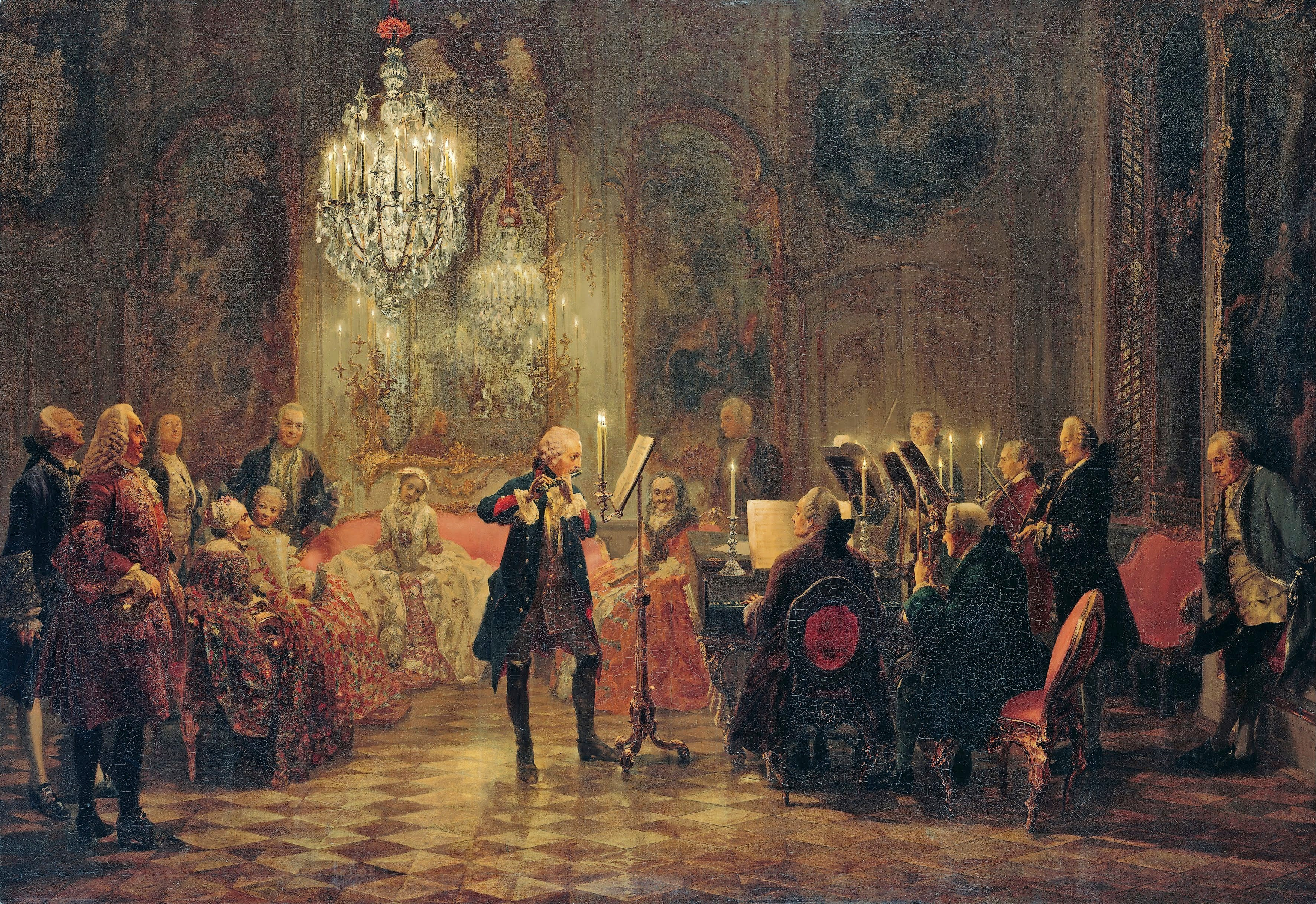
吹笛者為腓特烈大帝，彈琴者為C·P·E·巴哈

C·P·E·巴赫早年从其父学习音乐，1738年到柏林任腓特烈大帝的羽管键琴师，1767年迁居汉堡任职，接手教父泰勒曼的樂長（Kapellmeister）職位。

## 評價
C·P·E·巴赫在生前享有比父親更高的聲譽，他在當時普魯士的幾個重要音樂城市工作，對葛路克、海頓、莫扎特都有影響。甚有一說，18世紀後半的德國人談及巴赫，更多是指稱C·P·E·巴赫，而非J·S·巴赫。
除了受到當代洛可可風（或德語區的敏感風格）的影響之外，若以分析論，C·P·E·巴赫的作品是主調音樂的推手，而不同於其父筆下的複音音樂。在這層意義上，他可視為是巴洛克音乐與古典主义音乐的承先啟後者。
現今普遍認為他的作品以器樂音樂具有較高的價值，包括羽管鍵琴、擊弦鍵琴等樂器在內，共作有四百餘首鍵盤獨奏音樂，以及為數可觀的協奏曲等。這些作品在樂曲結構與形式，甚至是樂器性能本身均做出了貢獻。其中，大量的奏鳴曲與多梅尼科·斯卡拉蒂等量齊觀，是巴洛克時期最具代表性的作家之一。另外，他在交響曲方面的創新，例如在樂隊編制加入管樂器（是為濫觴）等，於約瑟夫·海頓多所啟發。

## 錄音節選
- 作品全集，Brilliant，2013年
- 作品全集，Hänssler，2021年
- Esfahani, Mahan. . Hyperion. 67995. 2014年留声机奖.

## 其他
- 巴赫一家從事音樂者眾多，為了便於區分，他常被称为“柏林巴赫”或“汉堡巴赫”[1]。
- C·P·E·巴赫在演奏中使用了戈特弗里德·西尔伯曼制作的乐器（翼琴和古钢琴），[2]当时西尔伯曼是一位著名的键盘乐器制造家。[3]2020年，现代钢琴制造家保罗·麦克诺提为麦尔肯·比尔森制造了戈特弗里德·西尔伯曼1749年款钢琴复制版。[4]